# الجحيم (فلم 1981)
الجحيم أو أبواب جهنم السبعة (بالإيطالية: L'aldilà) هو فيلم رعب إيطالي اُصدر سنة 1981 م وأخرجه وكتب السيناريو لوسيو فولكي.

## طاقم التمثيل
- كاتريونا ماكول
- Michele Mirabella [الإنجليزية]‏
- Giampaolo Saccarola  [لغات أخرى]‏
- لورا دي مارشي
- لوسيو فولكي
- آل كلايفر [الإنجليزية]‏
- سينزيا مونريال
- أنطوان سان جون [الإنجليزية]‏
- ديفيد ووربك
- فيرونيكا لازار
- Roberto Dell'Acqua  [لغات أخرى]‏

## الإنتاج

### التصوير
صوّر الفيلم في نيو أورلينز، وكان Sergio Salvati ‏ مديرًا لتصوير الفيلم.

### الموسيقى
موسيقى الفيلم التصويرية من تلحين Fabio Frizzi ‏.

## وصلات خارجية
- مقالات تستعمل روابط فنية بلا صلة مع ويكي بيانات